# Acroceras fluminense
Acroceras fluminense är en gräsart som först beskrevs av Eduard Hackel, och fick sitt nu gällande namn av Fernando Omar Zuloaga och Osvaldo Morrone. Acroceras fluminense ingår i släktet Acroceras och familjen gräs. Inga underarter finns listade i Catalogue of Life.